# Bikinmingjaiing
Bikinmingjaiing är en holme i Marshallöarna.   Den ligger i kommunen Likiep, i den nordvästra delen av Marshallöarna, 400 km nordväst om huvudstaden Majuro.